# 佐賀線
佐賀線（日语：／ Saga sen */?）曾經是一條連結日本佐賀縣佐賀市的佐賀站與福岡縣山門郡瀨高町（現、三山市）的瀨高站，屬於日本國有鐵道的鐵路線（地方交通線）。根據1980年（昭和55年）制定的國鐵再建法，獲指定為第2次特定地方交通線，在國鐵分割民營化之前的1987年（昭和62年）3月28日全線廢除。

## 路線資料
- 管轄：日本國有鐵道
- 路段（營業距離）：佐賀－瀨高 24.1公里[1]
- 軌距：1067毫米
- 站數：13（當中有1個信號場。包括起終點站）
- 電氣化路段：沒有（全線非電氣化（日语：非電化））
- 複線路段：沒有（全線單線）
- 閉塞方式：Tablet閉塞式
- 可交會車站：諸富站、筑後大川站、筑後柳河站

## 历史
佐贺线是铁道敷设法别表第113号规定的预定线“佐賀縣佐贺经福岡縣矢部川（今濑高町）、熊本縣隈府（今菊池市）至肥后大津及隈府附近分歧至大分縣森附近铁道”的一部分。其中，除佐贺线以外，矢部川以东的部分区间（矢部川 - 南关）则作为东肥铁道（后改名为九州肥筑鐵道）开通。而分歧线的部分区间（惠良 - 肥后小国）则作为宮原線开业，但该线路先于佐贺线废除。
此外，在佐贺线开通前，矢部川 - 柳河之间曾于1911年（明治44年）开始运行柳河轨道（轻便铁路）。在佐贺线矢部川 - 筑后柳河区间开通后，柳河轨道接受了废除补偿，于1932年（昭和7年）2月21日废除。
由于佐贺线在诸富 - 筑后若津之间需要渡过筑后川，在筑后若津 - 筑后大川之间需要渡过花宗川，但一般的桥梁会阻碍大型船舶航行，因此在筑后川架设的筑后川桥梁为升降桥（通称筑后川升降桥，全长506m）在无列车经过时，其中部可上升23米；而在花宗川架设的花宗川桥梁（全长64m）则为两侧可升起75度的上开桥。在佐贺线废除后，花宗川桥梁被撤去，而筑后川桥梁则得以保留，并被指定为国家重要文化財。
由于佐贺线沿线的福岡縣大川市一带家具产业兴盛，因此亦通过佐贺线向全国发货。另外，诸富站也曾在1970年代设置通向味之素九州工场的专用线。在1961年的运行图调整中，设置了1对经由本线行驶，连接熊本站和长崎站的准急列车“筑后”。
但是，由于并行的國道208號的诸富桥和大川桥竣工以及汽车普及的影响，乘客数量大幅减少，而货物亦转向公路运输。1968年，佐贺线被指定为“作为铁路的使命已经结束”的赤字83線。尽管佐贺线后来得以免于废除，但在1980年10月1日的运行图调整中，急行“筑后”（于1966年升格自准急）仍然被废除。随着同年国铁再建法颁布，佐贺线被指定为特定地方交通線，最终全线废除并转换为巴士。

### 年表
- 1931年（昭和6年）9月24日：矢部川 - 筑后柳河 (8.6 km) 开业，新设三桥站、筑后柳河站。
- 1933年（昭和8年）6月17日：筑后柳河 - 筑后大川 (5.4 km) 开业，新设筑后大川站。
- 1935年（昭和10年）5月25日：佐贺 - 筑后大川 (10.0 km) 开业，全通。同时，该线起终点逆转，线之部由鹿儿岛线之部改为长崎线之部。新设诸富站、南佐贺站。开始运行柴油动车。
- 1936年（昭和11年）6月18日：新设筑后川信号所。
- 1937年（昭和12年）6月10日：新设百町站。
- 1938年（昭和13年）
  - 3月30日：新设筑后若津站。
  - 9月10日：新设光法站。
- 1939年（昭和14年）9月11日：新设东佐贺站。
- 1942年（昭和17年）4月1日：矢部川站改名为濑高町站。
- 1944年（昭和19年）11月11日：光法站、百町站休止[2]。
- 1947年（昭和22年）
  - 2月11日：光法站、百町站恢复营业。
  - 5月1日：筑后川信号所改为信号场。
- 1956年（昭和31年）
  - 1月10日：新设东大川站。
  - 4月10日：濑高町站改名为濑高站。
- 1961年（昭和36年）10月1日：在熊本 - 长崎之间运行，经由该线的准急列车“筑后”开始运行。
- 1966年（昭和41年）3月5日： “筑后”升格为急行列车。
- 1976年（昭和51年）2月19日：伴随佐贺站高架化，佐贺 - 东佐贺更改营业距离 (+0.1 km)[3] 。
- 1980年（昭和55年）10月1日：急行列车“筑后”不再运行。
- 1984年（昭和59年）6月22日：被指定为第2次特定地方交通線。
- 1987年（昭和62年）3月28日：全线 (24.1 km) 废除，转换至西日本铁道巴士、堀川巴士、佐贺市营巴士[4] 。

## 运行形态
在佐贺线开通初期，客车车厢以蒸汽机车，而在战后则引入了柴油列车。直到1982年（昭和57年）为止，早岐（在1976年（昭和51年）前为佐贺）机关区的Kiha17系3节编组列车仅在早间运行，同时亦有使用唐津运输区（1983年（昭和58年）为止为东唐津柴油动车区）的Kiha35系2节编组列车。1983年（昭和58年）以后，开始使用Kiha40系替换Kiha17系，运行3节编组列车。
在运营末期，佐贺线每日有10对列车，其中部分列车以4节编组发车于唐津線的西唐津站，在到达佐贺站后则分离为2个2节编组，其中前一个继续行驶至濑高站，而后一个则返回西唐津站。在到达濑高站后，该编组折返并进入鹿儿岛本线并行驶至羽犬塚站（当时佐贺线和矢部線共通使用车辆）。
此外，佐贺线也在1961年（昭和36年）至1980年（昭和55年）期间设置过1对急行列车“筑后”，包含长崎机关区的Kiha58系4节编组（含绿车厢），运行于熊本站 - 长崎站之间，并在佐贺线内的筑后大川站和筑后柳河站内停车。由于两站的月台有效长度仅足够3节车厢使用，因此在实际运行中，其中1节车厢的车门在停靠该两站时并不会开启。急行“筑前”也会同在长崎本线的佐贺站 - 长崎站区间运行的柴油车急行“稻佐”和“出岛”联结运行。

## 車站列表
接續路線的公司名、車站所在地以佐賀線廢除時為準。
| 中文站名     | 日文站名 | 英文站名 | 站間距離 | 營業距離 | 接續路線                       | 所在地 | 所在地                     |
| ------------ | -------- | -------- | -------- | -------- | ------------------------------ | ------ | -------------------------- |
| 佐賀         |          |          | -        | 0.0      | 日本國有鐵道：長崎本線、唐津線 | 佐賀縣 | 佐賀市                     |
| 東佐賀       |          |          | 2.3      | 2.3      |                                | 佐賀縣 | 佐賀市                     |
| 南佐賀       |          |          | 1.7      | 4.0      |                                | 佐賀縣 | 佐賀市                     |
| 光法         |          |          | 1.5      | 5.5      |                                | 佐賀縣 | 佐賀市                     |
| 諸富         |          |          | 2.3      | 7.8      |                                | 佐賀縣 | 佐賀郡諸富町（現、佐賀市） |
| 筑後川信號場 |          | /        | -        | 9.0      |                                | 福岡縣 | 大川市                     |
| 筑後若津     |          |          | 1.5      | 9.3      |                                | 福岡縣 | 大川市                     |
| 筑後大川     |          |          | 0.8      | 10.1     |                                | 福岡縣 | 大川市                     |
| 東大川       |          |          | 2.5      | 12.6     |                                | 福岡縣 | 大川市                     |
| 筑後柳河     |          |          | 2.9      | 15.5     |                                | 福岡縣 | 山門郡三橋町（現、柳川市） |
| 百町         |          |          | 3.3      | 18.8     |                                | 福岡縣 | 山門郡三橋町（現、柳川市） |
| 三橋         |          |          | 1.3      | 20.1     |                                | 福岡縣 | 山門郡三橋町（現、柳川市） |
| 瀨高         |          |          | 4.0      | 24.1     | 日本國有鐵道：鹿兒島本線       | 福岡縣 | 三山市                     |

筑後柳河－百町間與西鐵大牟田線（現、天神大牟田線）及矢加部站之下交差，但佐賀線不設站。